# Monotes hirtii
Monotes hirtii är en tvåhjärtbladig växtart som beskrevs av Duvign.. Monotes hirtii ingår i släktet Monotes och familjen Dipterocarpaceae. Inga underarter finns listade i Catalogue of Life.